# Mercedes León García
Mercedes León García (Màlaga, 27 de maig de 1958) és una actriu i directora teatral espanyola. Es va titular en Art Dramàtic el 1982 per l'Escola Superior d'Art Dramàtic de Màlaga. Al llarg de la seva carrera professional ha treballat com a monitora de teatre en centres escolars de Màlaga i ha fundat i dirigit diversos grups teatrals.
Ha participat com a actriu en la pel·lícula La isla mínima, on va ser nominada al Goya a la millor actriu secundària i va guanyar el Premi Unión de Actores a la millor actriu de repartiment de cinema. També ha participat a la telenovel·la El secreto de Puente Viejo emesa per Antena 3.

## Filmografia
Sèries de televisió
| Any         | Títol                      | Personatge               | Episodis     | Cadena              |
| ----------- | -------------------------- | ------------------------ | ------------ | ------------------- |
| 2014 - 2015 | El secreto de Puente Viejo | Bernarda Jiménez Aldecoa | 164 episodis | Antena 3            |
| 2016        | Víctor Ros                 | Doña Rosario             | 6 episodis   | La 1                |
| 2016        | La que se avecina          | Joaquina                 | 1 episodi    | Telecinco           |
| 2017        | Sé quién eres              | Reyes                    | 3 episodis   | Telecinco           |
| 2017        | Perdoname, Señor           | Sor Elisa                | 6 episodis   | Telecinco           |
| 2020        | Veneno                     | María Jesús Rodríguez    | TBA          | Atresplayer Premium |

## Produccions teatrals
- A sangre
- Cinco cubiertos
- El perfil izquierdo de Ricardo
- El regalo
- El sabor de la yuca
- La noche no duerme
- Toque de queda
- Tres deseos

## Premis
- El 2006 va rebre la medalla d'or de l'Ateneu de Màlaga per la seva dedicació i divulgació del teatre.